# Младенец Иисус в цилиндре
Младенец Иисус в цилиндре (порт. Menino Jesus da Cartolinha, мирандск. Nino Jasus de la Cartolica) — статуя Младенца Иисуса, находящаяся в соборе Миранда-ду-Дору.

## Легенды
Существует несколько легенд, связанных со статуей Младенца Иисуса в цилиндре. По одной из них, в 1710 или 1711 году, после нескольких месяцев осады Миранда-ду-Дору испанскими войсками внезапно из ниоткуда появился мальчик (или юноша), одетый как знатный воин и призывающий жителей защищать свой город. Народ страдал от голода и жажды, и никто не верил, что у них хватит сил на сопротивление. Слова мальчика вернули людям силы, и после боя захватчики были изгнаны. Радуясь спасению, жители пытались найти необыкновенного мальчика, но он исчез.
По другой легенде, в городе жил молодой офицер, погибший при осаде. Его невеста дала обещание почтить его память и облачить статую Младенца Иисуса в такую же военную форму, какую носил бы её жених после войны.
Антониу Родригеш Моуринью, директор музея Миранда-ду-Дору, упоминает, что существуют и другие варианты легенды: например, о плачущем мальчике, которого приютили в церкви, или о несчастной любви монахини, одевшей Младенца Иисуса в такую же военную форму, как и у её возлюбленного (однако в Миранда-ду-Дору никогда не было женского монастыря).

## Статуя
Статуя Младенца Иисуса предположительно создана в конце XVII или начале XVIII века. Её упоминания встречаются в документах 1722 года. Цилиндр относится к более позднему времени — вероятно, к 1880-м или 1890-м годам. Имеются ранние изображения статуи в соломенной шляпе.
В течение года статую облачают в одежды литургических цветов: фиолетовые в Великий пост и Адвент, белые на Рождество и Пасху, красные на Пятидесятницу, зелёные в рядовое время.
Ежегодно в воскресенье до или после Богоявления статую облачают в мирандский плащ капа-де-онраш, а затем четыре мальчика несут её вокруг собора во главе торжественной процессии.
Местные жители считают Младенца Иисуса в цилиндре покровителем детей.

## В культуре
Статуя Младенца Иисуса в цилиндре упоминается в путевых заметках Жозе Сарамаго «Путешествие в Португалию».
В 2007 году была опубликована детская книга Вержилиу Алберту Виейры, посвящённая Младенцу Иисусу в цилиндре.
В Миранда-ду-Дору работает детский центр «Младенец Иисус в цилиндре».